# Вовчатычи
Вовчатычи (укр. Вовчатичі) — село в Ходоровской городской общине Стрыйского района Львовской области Украины.
Население по переписи 2001 года составляло 1085 человек. Занимает площадь 1,65 км². Почтовый индекс — 81753. Телефонный код — 3239.

## Известные жители и уроженцы
- Наконечный, Михаил Алексеевич (род. 1931) — Герой Социалистического Труда.